# Власенко, Анатолий Николаевич
Анатолий Николаевич Власенко (25 августа 1946, Ирбизино, Новосибирская область — 5 августа 2023) — российский учёный в области почвозащитной системы земледелия и защиты растений. Академик РАН (2013), РАСХН (2001, член-корреспондент РАСХН с 1997), доктор сельскохозяйственных наук (1995), профессор (1996), академик Национальной академии Монголии. С 1990 года возглавлял Сибирский научно-исследовательский институт земледелия и химизации сельского хозяйства, куда пришёл ещё выпускником вуза и где прошёл путь от лаборанта, с 2016 года руководитель научного направления института. Лауреат Государственной премии РФ по науке и технике (1998). Заслуженный агроном Российской Федерации.

## Биография
Родился в селе Ирбизино Карасукского района Новосибирской области.
Окончил Новосибирский государственный аграрный университет (1970). С того же года работал в Сибирском НИИ земледелия и химизации сельского хозяйства, где прошёл путь от лаборанта до директора (1990—2016), с 2016 года — руководитель научного направления института, главный научный сотрудник. Подготовил 5 докторов и 3 кандидатов наук. Член бюро секции земледелия, мелиорации, водного и лесного хозяйства отделения сельскохозяйственных наук РАН, член бюро отделения сельскохозяйственных наук СО РАН, член совета по развитию АПК при губернаторе Новосибирской области, член экспертно-консультационного совета по вопросам социально-экономического развития регионов Сибирского федерального округа при полномочном представителе президента в Сибирском федеральном округе. Член Европейского общества гербологов. Член редколлегий журналов «Вестник защиты растений», «Сибирский вестник сельскохозяйственной науки», «Земледелие».
Награждён медалями «За труды по сельскому хозяйству» (2004), «За трудовое отличие» и «Ветеран труда», золотой медалью им. В. Р. Вильямса. Отмечался почётными грамотами Министерства науки и технологий РФ, президиумов РАСХН и СО РАСХН, Администрации Новосибирской области.
В 1999 году удостоен премии г. Новосибирска «Успех года». Лауреат Международной премии имени Сороса.
Опубликовал более 300 научных трудов.
Жена — учёный-растениевод академик Н. Г. Власенко.
Скончался 5 августа 2023 года. Похоронен на Южном кладбище Новосибирска (квартал У).